# Juliet Millsová
Juliet Millsová (rodné jméno Juliet Maryon Mills, * 21. listopadu 1941 Londýn, Velká Británie) je anglická herečka a scenáristka. Proslavila se zejména hlavní rolí Tabithy Lenoxové v soap opeře Passions. V letech 1999-2008 odehrála 990 epizod tohoto seriálu. V letech 1970–71 hrála hlavní roli v seriálu Nanny and the Professor (54 epizod). Roku 1975 získala cenu Emmy za roli v seriálu QB VII. Nominována byla i roku 2005 za Passions. Dvakrát byla nominována též na Zlatý globus, roku 1971 za Nanny and the Professor a roku 1973 za film Nebožtíci přejí lásce (Avanti!).

## Film
- 1942 Moře, náš osud (In Which We Serve) Velká Británie – role: mimino
- 1972 Nebožtíci přejí lásce (Avanti!) USA / Itálie – role: Pamela Piggottová, prodavačka v londýnském butiku
- 1976 Druhá moc (El segundo poder) Španělsko – role: Estefanía